# Arundinella montana
Arundinella montana är en gräsart som beskrevs av Stanley Thatcher Blake. Arundinella montana ingår i släktet Arundinella och familjen gräs.
Artens utbredningsområde är Queensland. Inga underarter finns listade i Catalogue of Life.